# Renzo Tortelli
Renzo Tortelli (5. prosince 1926, Potenza Picena - 29. března 2019) byl italský fotograf.

## Životopis
Renzo Tortelli se narodil 5. prosince 1926 v Potenza Picena Lině Toffoliové a Carlovi Luigimu Tortellimu. Jako mladý nastoupil do otcovy firmy jako asistent holiče, pak se odstěhoval do města Cadore, kde pracoval v továrně na brýle. To bylo rozhodující pro jeho technický rozvoj a kromě řady zkušeností z výroby také navštěvoval městskou knihovnu v Calalzo, kde pokračoval v samostudiu. Kvůli válce se rozhodl vrátit se svým bratrem do Marche, kde získal diplom na l'Istituto Nazionale di Ottica di Arcetri a kde také v roce 1952 otevřel první obchod s optikou ve městě.
O fotografii se začal zajímat na počátku padesátých let díky kontaktu s řadou fotografických skupin.
V roce 1953 se oženil s fotografkou Eledou Pettinelliovou, se kterou sdílel vášeň pro fotografování. V roce 1956 se v Osimo setkal s inženýrem Enricem Monchim, velkým milovníkem fotografie, který ho seznámil s Giuseppem Cavallim a Mariem Giacomellim, Ferrucciem Ferronim a dalšími klíčovými osobnostmi italské fotografické kultury aktivní ve své době jako byli například Giuseppe Turroni, Paolo Monti nebo Romeo Martinez.
V roce 1958 Tortelli začal jedinečný dvouletý výzkum věnovaný dětství a životu dětí ve školním prostředí. Nějakou dobu sledoval svými obrazy situace, které se v pozdější době výrazně změnily. Práce nese název Piccolo Mondo.
Od šedesátých do sedmdesátých let se jeho zájem otevřel i dalším uměleckým a kulturním skupinám mimo fotografii. To představovalo pro Tortelliho velkou příležitost setkat se s prací dalších autorů, jako byl například Ugo Mulas. Dokumentoval práci italských umělců a sochařů. Mezi ně patřili: Sante Monachesi, zakladatel futuristického hnutí v regionu Marche v roce 1932; Domenico Cantatore spojený s milánským uměleckým a literárním hnutím Corrente; Arnoldo Ciarrocchi, Giorgio Cegna, Silvio Craia, Odo Tinteri, Wladimiro Tulli a další. Tortelli v roce 1965 fotografoval gravitační sochy svého přítele Monachesia na Triennale dell'Adriatico.
V roce 1961 proběhla jeho první samostatná výstava v Circolo Fotografico Milanese. Výstavní činnost pokračovala kromě Itálie i v zahraničí, v roce 1967 byl ve Florencii u Palazzo Strozzi mezi fotografy skupiny Intrarealismo, skupiny založené v Barceloně o rok dříve. U příležitosti SONINMAG / 5 měl samostatnou výstavu v Barceloně, v Terrasa a také ve Španělsku, kde vystavoval se svým přítelem Giacomellim. V roce 1968 se úspěšně zúčastnil druhého veletrhu Intrarealism, který se konal v londýnské galerii O'Hana.
Po dlouhém období ticha, které trvalo 25 let, se Tortelli vrátil na scénu koncem devadesátých let účastí na Římském fotografickém bienále. V letech 2002 - 2003 vystavoval v New Yorku v Galerii Keith De Lellis a na Pinacoteca dei Musei Maceratesi, kde představil díla Piccola Monda a Quelli della Speranza. V roce 2005 jej ocenil Institut kultury v Hamburku a také mu v roce 2006 zorganizoval samostatnou výstavu v Kielu ve společnosti Dante Alighieri Society. Také v roce 2006 vystavoval v sekci zahraničních fotografů vedle umělců italského fotografa Berenga Gardina, francouzského fotografa Henriho Cartiera-Bressona, Doloyho, Franka, Giacomelliho, Kleina a Steinerta v Seville u příležitosti výstavy AFAL, která se opět prezentovala v Guadalajaře v Mexiku. V roce 2007 vystavoval na Paris Photo a opět v New Yorku v galerii Stevena Kashera. Za historické reportáže z let 1957 - 1959 v roce 2008 obdržel cenu Scanno. V roce 2012 jej ocenila společnost FIAF (Italská federace fotografických asociací).

## Foto série
Mezi nejvýznamnější fotografické série patří mimo jiné:
Il paesaggio delle Marche (dal 1955), Scanno (1957-59), Loreto (1959), Piccolo Mondo (1958-59), Marine (dal 1958), Milano (1958), Agreste (1960-69), Primo Maggio sul Misa (1964), Gente di Parigi (1996), Quelli della Speranza.